# Велике Чуфарово
Велике Чуфа́рово (рос. Большое Чуфарово, ерз. Большое Чуфарово) — село у складі Ромодановського району Мордовії, Росія. Входить до складу Кочуновського сільського поселення.

## Населення
Населення — 43 особи (2010; 62 у 2002).
Національний склад (станом на 2002 рік):
- росіяни — 82 %